# Сборная Турции по регби
Сборная Турции по регби (тур. Türkiye Millî Ragbi Birliği Takımı) представляет Турцию в международных матчах по регби-15 высшего уровня. Команда дебютировала на международной арене в 2012 году, и на данный момент ещё не является членом IRB. Тем не менее, Турция уже стала участником европейской федерации регби. В сезоне 2012/14 турки выступают в последнем, третьем дивизионе Кубка европейских наций. Команда управляется Турецкой федерацией регби (тур. Türkiye Ragbi Federasyonu). Председателем организации является Шахин Кёмюрчю.
Молодая команда уже располагает победами над такими соперниками, как Словакия, Эстония, Азербайджан. На данный момент Турция не потерпела ни одного поражения.

## Текущий состав
| - Абдуллах Гюнеш (Abdullah Güneş) - Динчхан Килерджиоглу (Dinçhan Kilercioğlu) - Кемаль Эге Гюркан (Kemal Ege Gürkan) - Эртугрул Гюндай (Ertuğrul Günday) - Догу Эроглу (Doğu Eroğlu) - Корай Кая (Koray Kaya) - Адем Селим (Adem Selim) - Сельчук Козлу (Selçuk Kozlu) - Явуз Коджаэр (Yavuz Kocaer) | - Мустафа Кемаль Курт (Mustafa Kemal Kurt) - Мехмет Акиф Эрсой (Mehmet Akif Ersoy) - Дениз Кром (Deniz Krom) - Мурат Алтун (Murat Altun) - Семих Айдын (Semih Aydın) - Бахри Даглы (Bahri Dağlı) - Хюсейин Шашмаз (Hüseyin Şaşmaz) - Рамазан Кылычкая (Ramazan Kılıçkaya) - Гёкхан Джейлан (Gökhan Ceylan) | - Атилла Демир (Atilla Demir) - Неджми Кара (Necmi Kara) - Хюсейин Есик (Hüseyin Yesik) - Меликшах Кузуджу (Melikşah Kuzucu) - Керим Галал (Kerim Galal) - Эркут Левент Дурмуш (Erkut Levent Durmuş) - Али Бёкейхан Сюрер (Ali Bökeyhan Sürer) - Тамер Челикбаш Джеймс (Tamer Çelikbaş James) |

## Результаты
| Соперник    | Матчи | Победы | Поражения | Ничьи | Процент побед |
| ----------- | ----- | ------ | --------- | ----- | ------------- |
| Азербайджан | 1     | 1      | 0         | 0     | 100 %         |
| Словакия    | 2     | 2      | 0         | 0     | 100 %         |
| Эстония     | 1     | 1      | 0         | 0     | 100 %         |
| Всего       | 4     | 4      | 0         | 0     | 100 %         |